# Église Saint-Pierre de Salignac-de-Mirambeau
Pour les articles homonymes, voir Église Saint-Pierre et Salignac.
L'église Saint-Pierre est une église catholique située à Salignac-de-Mirambeau, en France.

## Localisation
L'église est située dans le département français de la Charente-Maritime, sur la commune de Salignac-de-Mirambeau.

## Protection
L'église Saint-Pierre est classée au titre des monuments historiques en 1970. Elle a été copieusement restaurée avec, notamment, un nouveau clocher en lieu et place du précédent, en béton, qui succédait lui-même au clocher d'origine, tombé dans les années cinquante. L'intérieur a également été largement repris. L'édifice a été inauguré début 2020.